# Ballokume
Ballokume – tradycyjne albańskie ciastka pieczone z okazji Dnia Lata obchodzonego 14 marca.

## Historia
14 marca w Albanii jest obchodzony Dzień Lata. Mimo że obchodzone w całej Albanii, święto wywodzi się z Elbasanu. Obchody są związane ze specjalnymi rytuałami, zabawami, spotkaniami rodzinnymi oraz ze specjalnym ciastkiem pieczonym z tej okazji, a nazywanym ballokume. Ciasto jest przygotowywane w miedzianym garnku, który jest przeznaczony wyłącznie do tego celu. Można zamiast niego użyć szklanej miski. Specjalną drewnianą łyżką ucierano cukier z rozpuszczonym masłem, aż masa stała się biała i puszysta. Następnie dodawano po kolei całe jajka i na końcu mąkę kukurydzianą. Gotowe zostawiano na około 20 minut, aby odpoczęło. Formując kulki ciasto rozkładano na  posmarowanej masłem blasze. Zostawiano pomiędzy poszczególnymi porcjami trochę miejsca, bo ciastka urosną. Zgodnie z tradycją powinny być pieczone w piecu opalanym drewnem. Pieczemy w piekarniku nagrzanym do temperatury 180-200° C przez około 40-45 minut.
Do oryginalnego ciasta było dodawane pól filiżanki wody finja. W Elbasanie kobiety robiły ją zalewając popiół z drewna bukowego. Po przestaniu wodę przecedzano przez gazę. Można ją zastąpić mlekiem.

## Składniki
- 1 kg mąki kukurydzianej
- 500 gr masła
- 8 jaj
- 500 g cukru